# Мотофреза
Мотофрезите или още мотокултиватори, това са земеделски машини които служат за разрохкване на вече изорана почва. Този процес се нарича фрезоване. Работните органи на машината се въртят с голяма скорост и по този начин раздробяват по големите буци. Оборотите могат да варират от 70 до 160 об./мин., в зависимост от модела на мотофрезата. Също така се използват и за подравняване на почвата.
Имат двигатели с вътрешно горене, а при по малките модели са електрически.
Те се разделят на няколко вида:
- Малки – с работна ширина до 30 – 40 см. които служат за обработка на терени около цветя, лехи и малки дръвчета. Обикновено тези модели мотофрези са с двутактов или електрически двигатели

- Средни – ширина до 90 – 100 см. – Това са най-масовите мотокултиватори. Техните двигатели са четиритактови и са с по-голяма мощност.

- Големи – те с ширина на фрезоване над 90 см. Имат няколко скорости напред и към тях вече може да се прикача допълнително и друг инвентар (плуг, браздилник и др.)